# Station Bad Bentheim
Station Bad Bentheim is het spoorwegstation van de Duitse plaats Bad Bentheim.

## Beschrijving
Het stationsgebouw bevindt zich aan de zuidzijde van de hoofdspoorlijn. Door de ligging als grensstation aan de spoorlijn Almelo - Salzbergen stoppen er internationale treinen. Eens in de twee uur stopt hier een internationale Intercity van Amsterdam Centraal, Amersfoort Centraal en Hengelo naar Osnabrück Hbf, Hannover Hbf en Berlin Ostbahnhof en omgekeerd. Het station is zo ingericht dat NS- en DB-locomotieven - als die door verschillen in elektrische spanning niet kunnen doorrijden - kunnen worden omgewisseld. Op een deel van het emplacement kan de spanning geschakeld worden tussen de Nederlandse 1500 V gelijkspanning en Duitse 15 kV wisselspanning. Sinds 10 december 2023 is dat voor de intercity Berlijn niet meer noodzakelijk door het gebruik van een meerspanningslocomotief. Het stationnement in Bad Bentheim is daardoor teruggebracht van ongeveer een kwartier tot enkele minuten.
In Bad Bentheim konden tot 26 februari 2018 de reizigers overstappen op treinen van de Westfalenbahn en sinds 10 december 2017 op de door Eurobahn geëxploiteerde Wiehengebirgs-Bahn, die via Rheine, Osnabrück en Herford naar Bielefeld loopt. Ook is Bentheim een stopplaats voor de vele goederentreinen die hier passeren. De Bentheimer Eisenbahn heeft iets ten oosten van het station een apart emplacement en exploiteert de spoorlijn van Bad Bentheim naar Nordhorn, Neuenhaus, Emlichheim en Coevorden. Het oude stationsgebouw van de BE uit 1898, dat is gelegen aan de noordkant van het emplacement, schuin tegenover het DB-station, is sinds 1997 een hotel.
Vanaf 12 december 2010 liet Syntus, in samenwerking met de Bentheimer Eisenbahn, elk uur de Grensland Express rijden tussen Hengelo en Bad Bentheim, met een stop te Oldenzaal. Deze sloot in Hengelo aan op de intercity naar Den Haag en in Bentheim op de Duitse Regionalbahn van de Westfalenbahn naar Bielefeld. Medefinanciers waren Europese fondsen, de Regio Twente, de Provincie Overijssel, de Landesnahverkehrsgesellschaft Niedersachsen, de gemeenten Oldenzaal, Hengelo, Bad Bentheim en Nordhorn, de Graafschap Bentheim en het Nederlandse Ministerie van Infrastructuur en Milieu. Het ging om een proef voor een periode van drie jaar. Omdat te weinig reizigers gebruik maakten van deze verbinding werd de Grensland Express eind 2013 opgeheven.
De aanbestedende overheden, waaronder van Nederlandse kant de Regio Twente en de Provincie Overijssel, hebben zich ingespannen om de RegionalBahn vanuit Bielefeld met ingang van de nieuwe concessie per december 2017 door te trekken naar Hengelo. In mei 2014 werd hiervoor de aanbesteding uitgeschreven. In november van datzelfde jaar werd bekend dat de concessie voorlopig gegund was aan Eurobahn, onderdeel van Keolis. De WestfalenBahn, die de concessie op dat moment uitvoerde, maakte tegen deze voorlopige gunning succesvol bezwaar, maar trok later haar bezwaar in. Daardoor kon de concessie definitief gegund worden aan Eurobahn.
Eurobahn heeft voor de verbinding naar Hengelo treinstellen van het type Stadler FLIRT 3 laten bouwen die geschikt zijn voor zowel het beveiligingssysteem en de bovenleidingspanning van Nederlands als Duitsland. Deze stellen werden vanaf augustus 2017 geleverd. De treinstellen zouden vanaf 10 december 2017 ingezet worden, maar door zowel procedurele als technische problemen werd de inzet uitgesteld tot 26 februari 2018.
Sedert 7 juli 2019 is de spoorlijn naar Nordhorn weer opengesteld voor personenvervoer. De exploitatie geschiedt door de Bentheimer Eisenbahn met vijf Alstom Coradia Lint 41-treinstellen onder de naam Regiopa Express op het traject van Bad Bentheim via Nordhorn naar Neuenhaus. De treinen sluiten aan op de RegionalBahn naar Hengelo en Rheine.
Het uit 1865-1866 daterende stationsgebouw van Bad Bentheim, ontworpen door de architect Franz Ewerbeck (1839-1889), werd in 2018 grondig gerenoveerd en verbouwd; voordien waren al in 2016 de perrons verhoogd. De oostelijke zijvleugel, die bij een eerdere renovatie was verdwenen, keerde terug en werd ingericht als 'Reisezentrum'. Ook het voorplein en de bushaltes werden aangepakt. Na voltooiing werd station Bad Bentheim op grond van klantvriendelijkheid en aanwezige voorzieningen uitgeroepen tot "Deutschlands Bahnhof des Jahres 2019" door het samenwerkingsverband van spoorweglobbyisten Allianz pro Schiene, waarin bestuurders, milieuorganisaties, spoorvervoerders en reizigersorganisaties vertegenwoordigd zijn.

## Treinverbindingen
| Serie         | Treinsoort                                    | Route | Bijzonderheden                                                                       |
| ------------- | --------------------------------------------- | --- | ------------------------------------------------------------------------------------ |
| 140/240 IC 77 | Intercity (NS International / DB Fernverkehr) | Amsterdam Centraal – Hilversum – Amersfoort Centraal – Apeldoorn – Deventer – Hengelo – Bad Bentheim – Rheine – Osnabrück Hbf – Bünde (Westf) – Hannover Hbf – Berlin-Spandau – Berlin Hbf – Berlin Ostbahnhof     | Stopt niet in Almelo. Rijdt elke twee uur.                                           |
| 450           | European Sleeper (European Sleeper)           | Brussel-Zuid – Antwerpen-Centraal – Roosendaal – Rotterdam Centraal – Den Haag HS – Schiphol Airport – Amsterdam Centraal – Amersfoort Centraal – Deventer – Bad Bentheim – Berlin Hbf – Dresden Hbf – Praha hl.n. | Stopt 2-3x per week. Stopt richting Brussel niet op Schiphol Airport en Den Haag HS. |
| RB 56         | Regionalbahn (Bentheimer Eisenbahn AG)        | Bad Bentheim – Quendorf – Nordhorn-Blanke – Nordhorn – Neuenhaus Süd – Neuenhaus | Regiopa Express                                                                      |
| 20350 RB 61   | Stoptrein/Regionalbahn (Keolis)               | Hengelo – Bad Bentheim – Rheine – Osnabrück Hbf – Bünde(Westf) – Bielefeld Hbf | Wiehengebirgsbahn                                                                    |

## Afbeeldingen

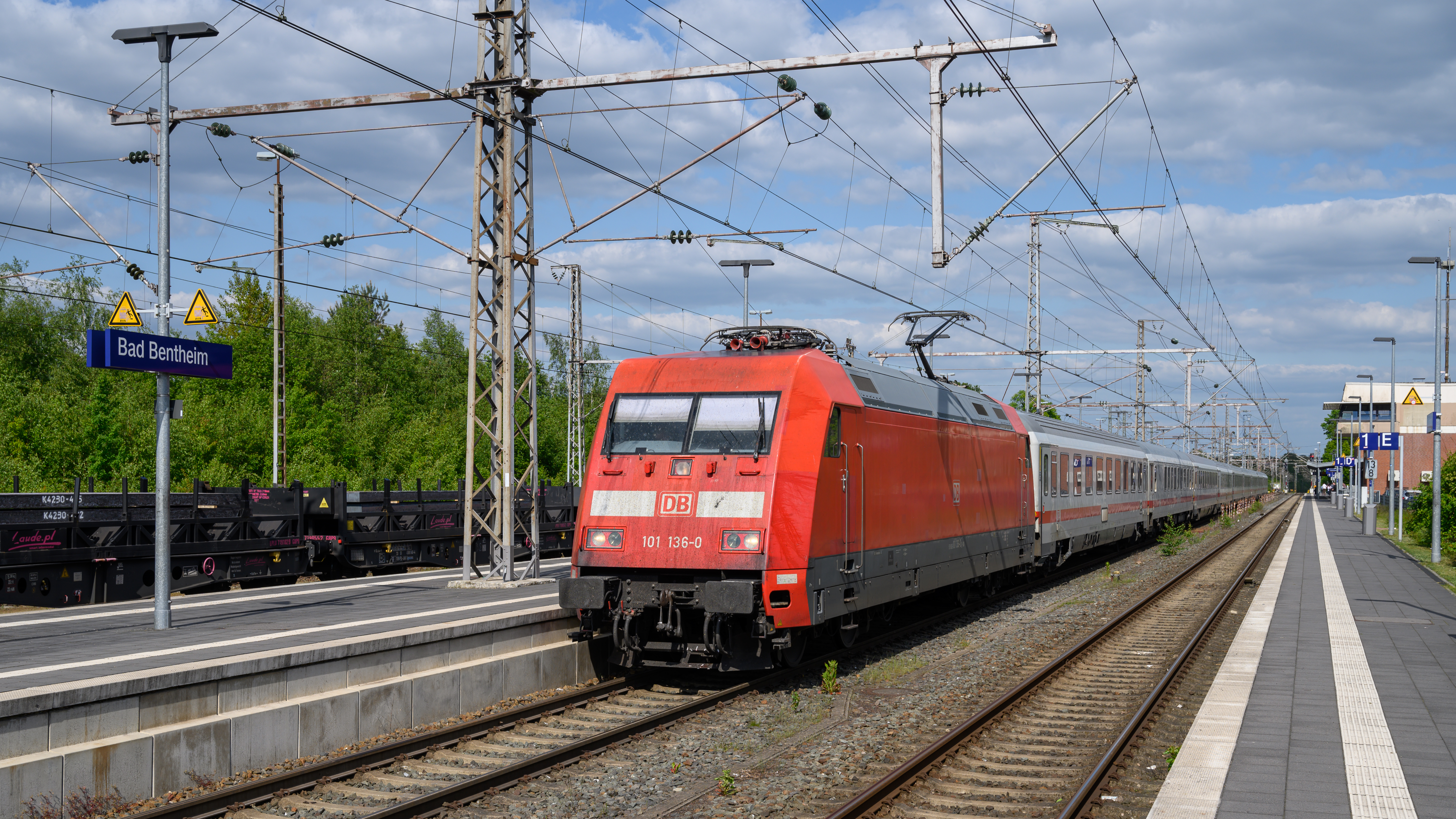
IC van Berlin Hbf naar Amsterdam Centraal.
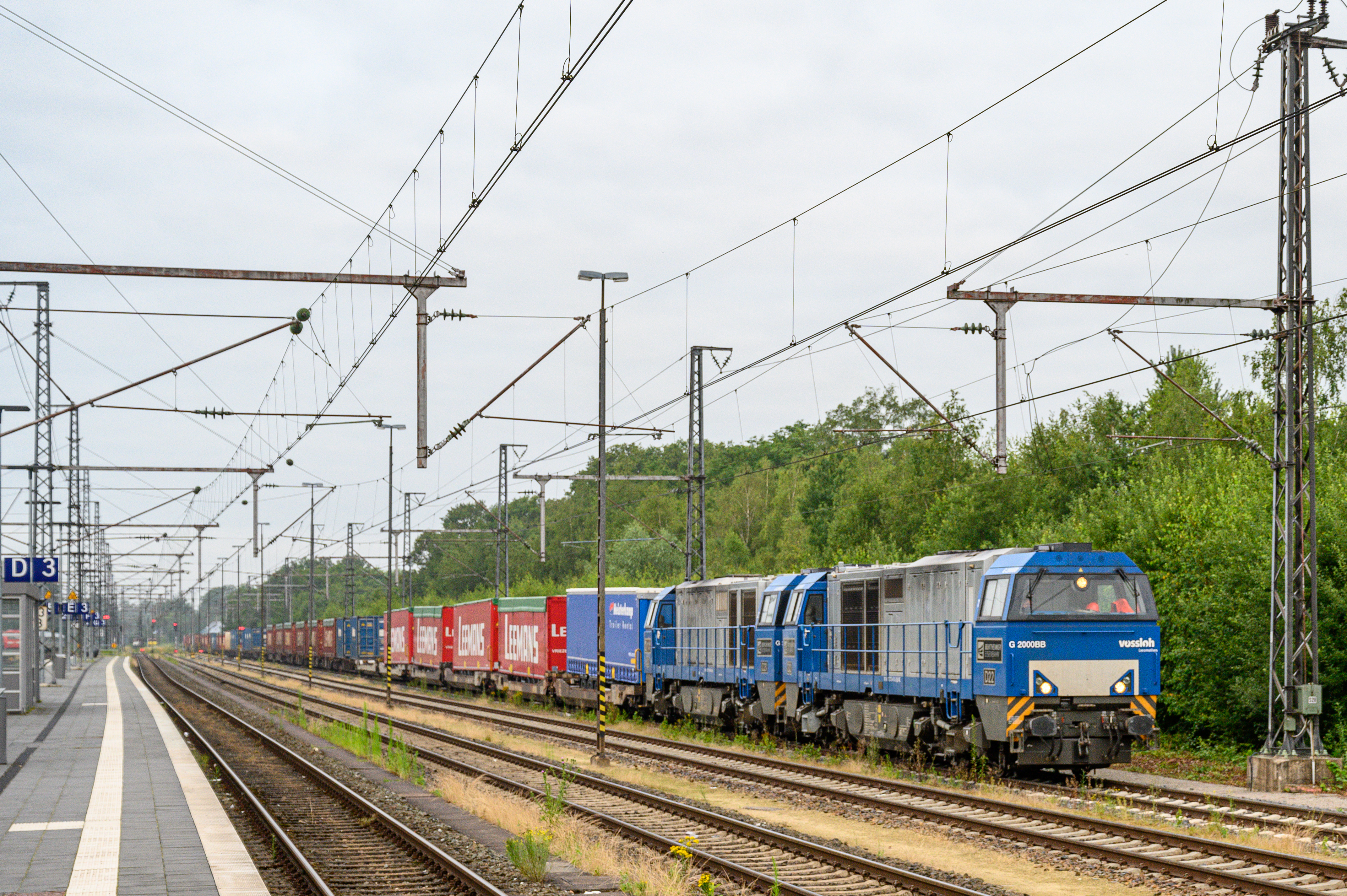
Goederentrein van de Bentheimer Eisenbahn
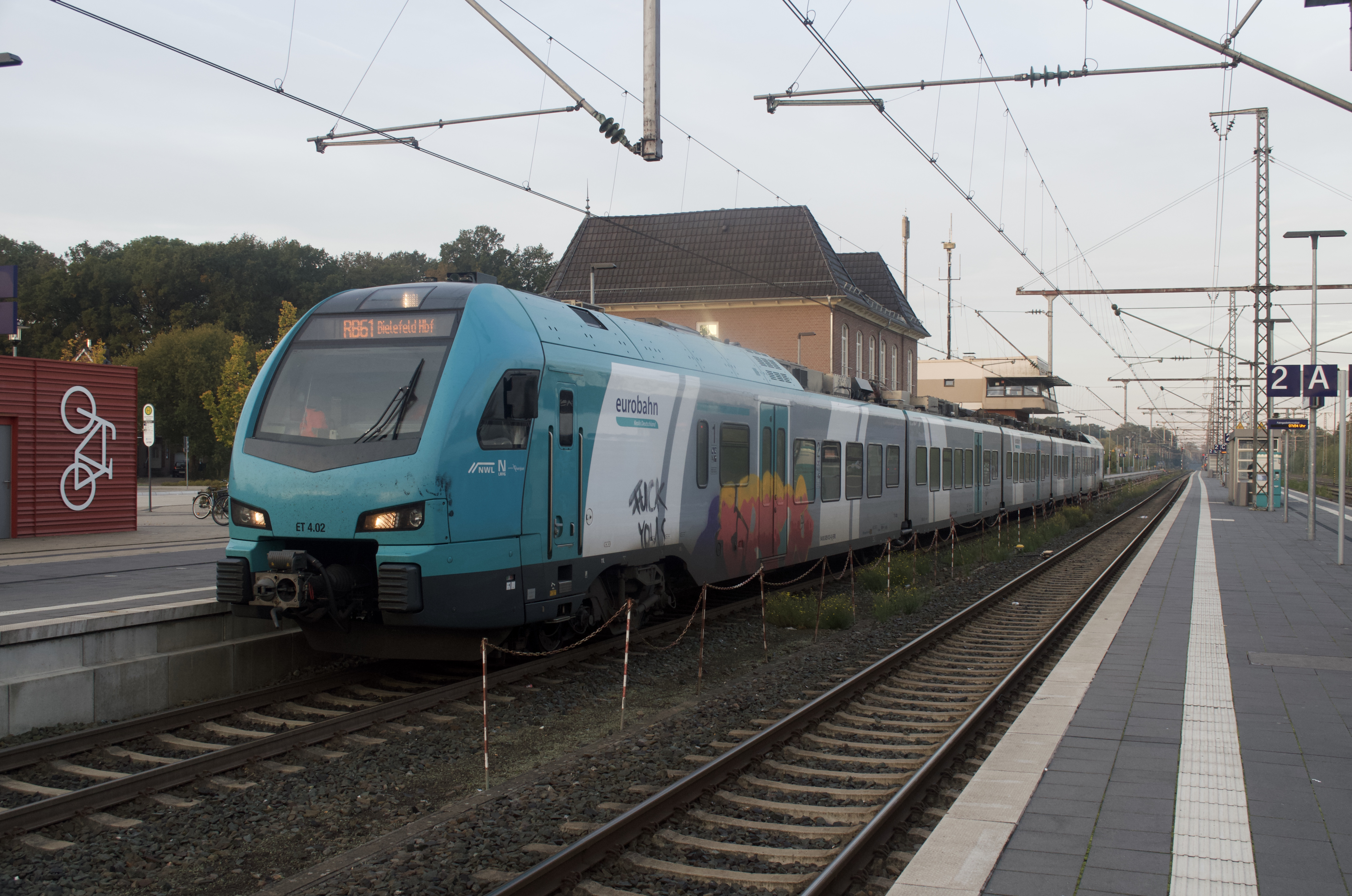
Bielefelder RB61.
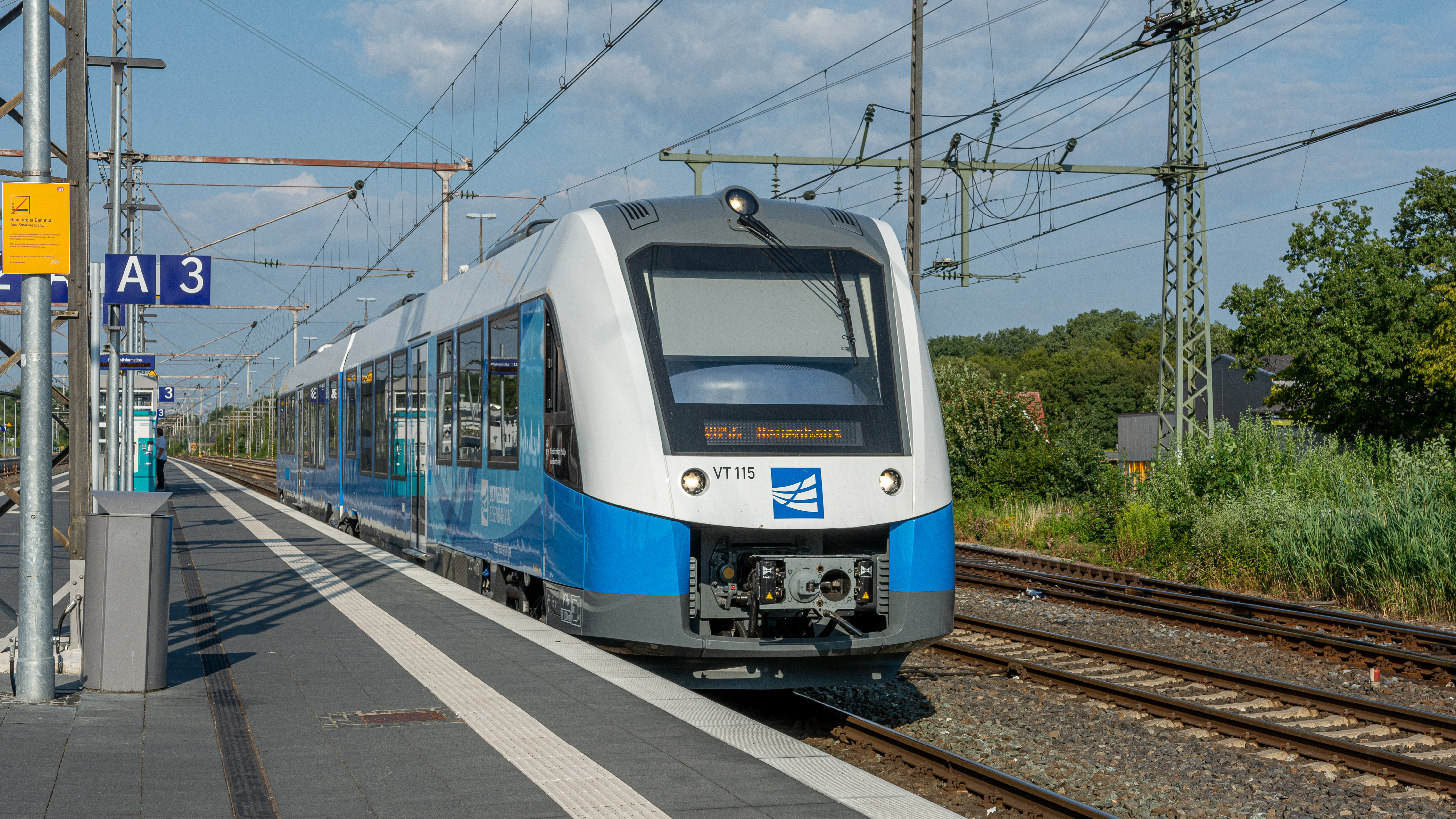
Bentheimer Eisenbahn naar Neuenhaus RB56.
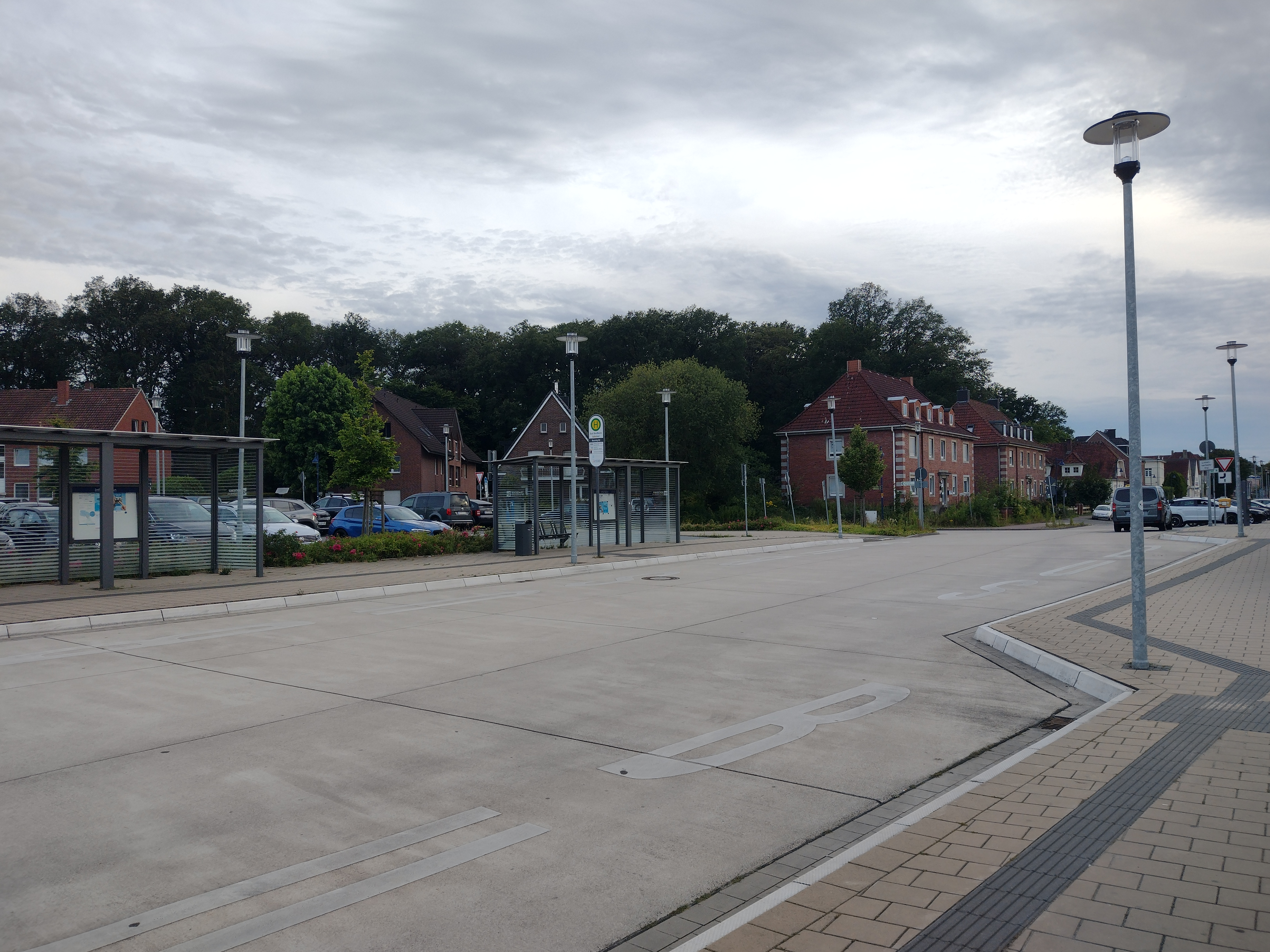
Busstation.
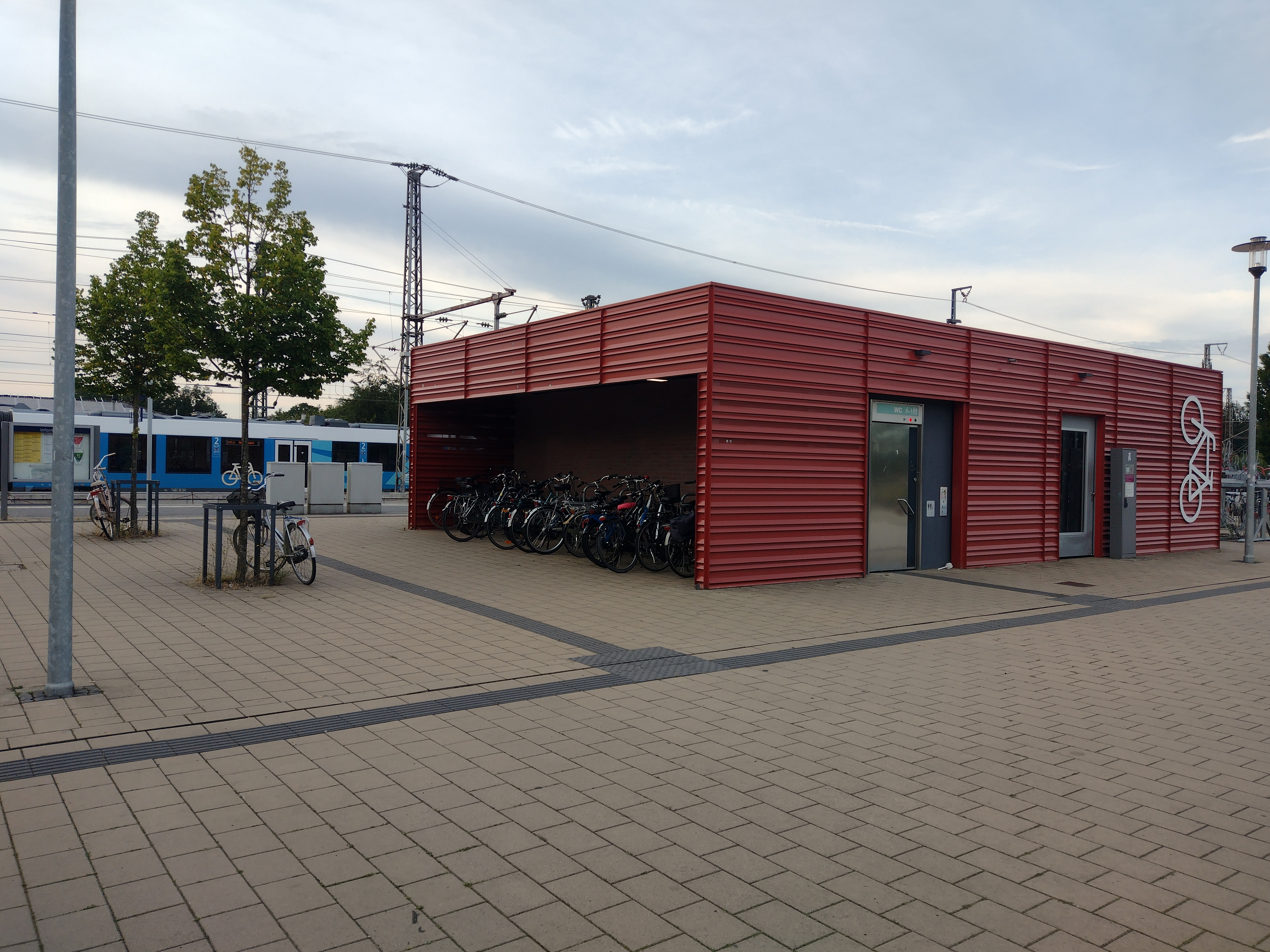
Fietsenstalling.

0,8: Almelo ·
2,7: Almelo de Riet ·
7,1: Zenderen ·
10,1: Borne ·
15,4: Hengelo ·
Hengelo GOLS ·
17,2: Hengelo Oost ·
26,2: Oldenzaal ·
16,7: Gildehaus ·
13,7: Bad Bentheim ·
Bad Bentheim Nord ·
9,3: Schüttorf ·
0,0: Salzbergen